# Chêne de Calvos
Le chêne de Calvos est un chêne pédonculé (Quercus robur) situé à Calvos, une paroisse civile de la municipalité de Póvoa de Lanhoso (district de Braga) au Portugal. Il mesure 23 mètres de haut, 7,5 mètres de circonférence, et aurait près de 500 ans.
Depuis 1997, il est classé Arbre d’intérêt public.